# Свадебная фотография

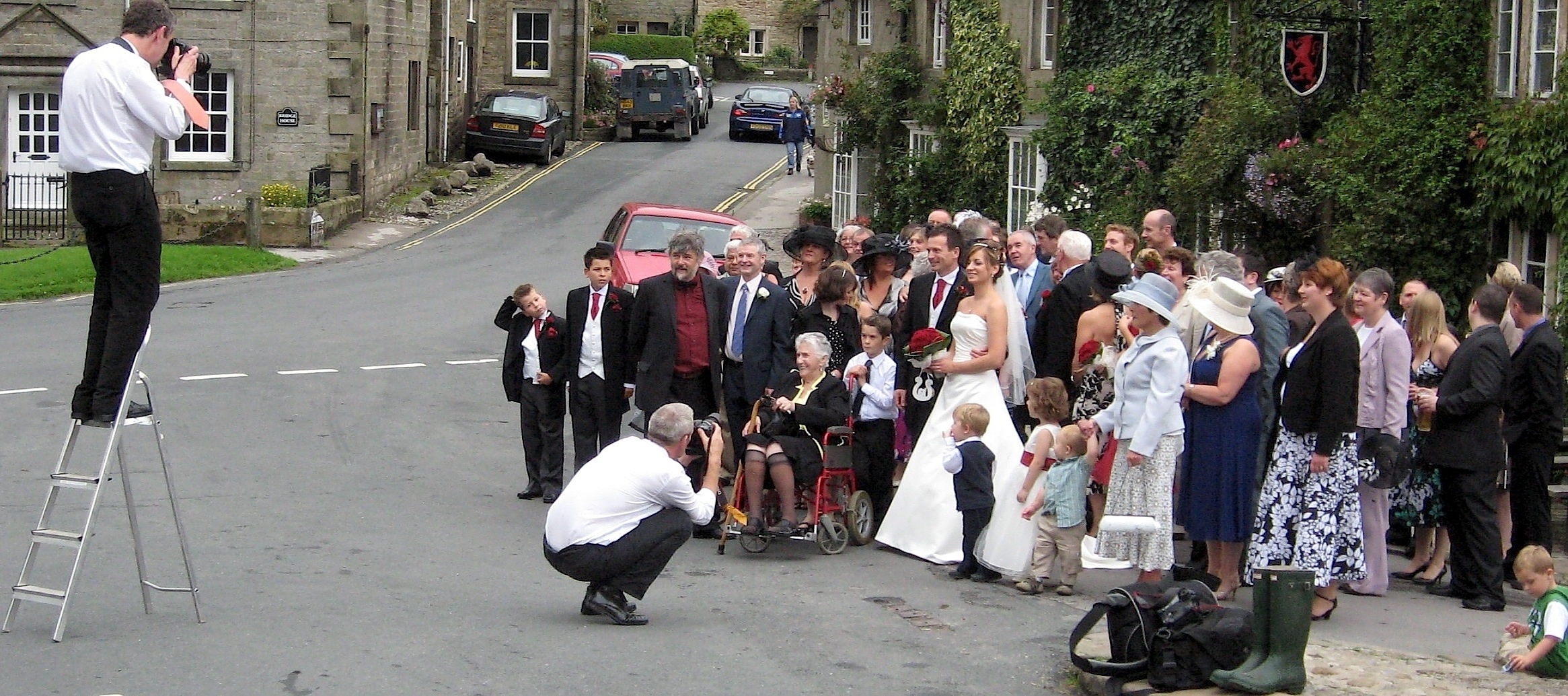
Свадебные фотографы за работой

Сва́дебная фотогра́фия — направление в фотографии, призванное художественно запечатлеть события, происходящие во время свадьбы. Этот жанр в фотографии требует от фотографа умения совмещать в своей работе такие жанры, как портрет, фотожурналистика, документальная фотография, художественная фотография.

## История
Первые свадебные фотографии представляли собой исключительно студийные работы и датировались примерно 40-ми годами XIX века. Технические устройства были достаточно габаритными и тяжелыми, что не позволяло фотографу быть на каждом торжестве во всеоружии. Из-за технического несовершенства фотографии тогда изготовлялись в единственном экземпляре, и те в виде пластины из олова, меди или стекла. Для таких фотографий приходилось оставаться в неподвижном состоянии некоторой время.
В силу указанных причин фотография не представляла особого коммерческого интереса и не являлась своего рода направлением искусства. Но сама идея свадебных фотографий появилось примерно в это время. Тогда же в XIX веке появляются семейные фотоальбомы, где со временем свадебные фотографии заняли достойное место.
Несмотря на появление цветной фотографии в начале XX века профессиональные фотографы по прежнему создавали чёрно-белые свадебные фотографии. Техническое развитие шло дальше, техника свадебной фотографии до середины 1945-х годов оставалась неизменной.

После Второй мировой войны свадебная фотография приобретает коммерческий интерес. Новые плёнка, переносные камеры и фотовспышки позволяли многим фотографам находиться на месте торжества. В основном эту практику начали непрофессионалы, которые, несмотря даже на среднее качество фотографий, создали конкуренцию фотостудиям. Тем не менее, профессиональная фотосъемка на студийное оборудование оставалась довольно дорогостоящей. А ограниченное количество плёнки вынуждало молодоженов позировать и после церемонии.

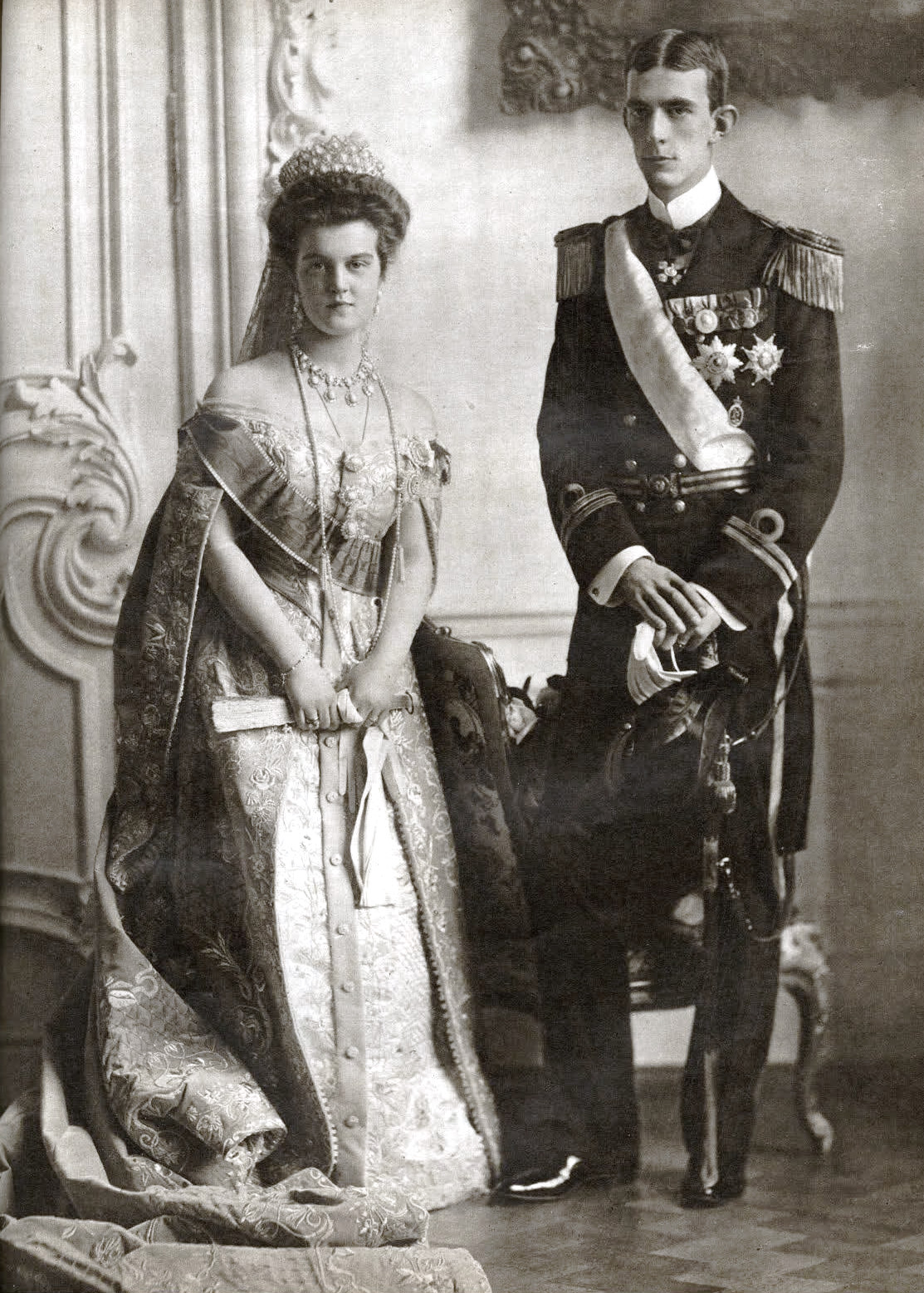
Великая княжна Мария Павловна и шведский принц Вильгельм в 1908 году.
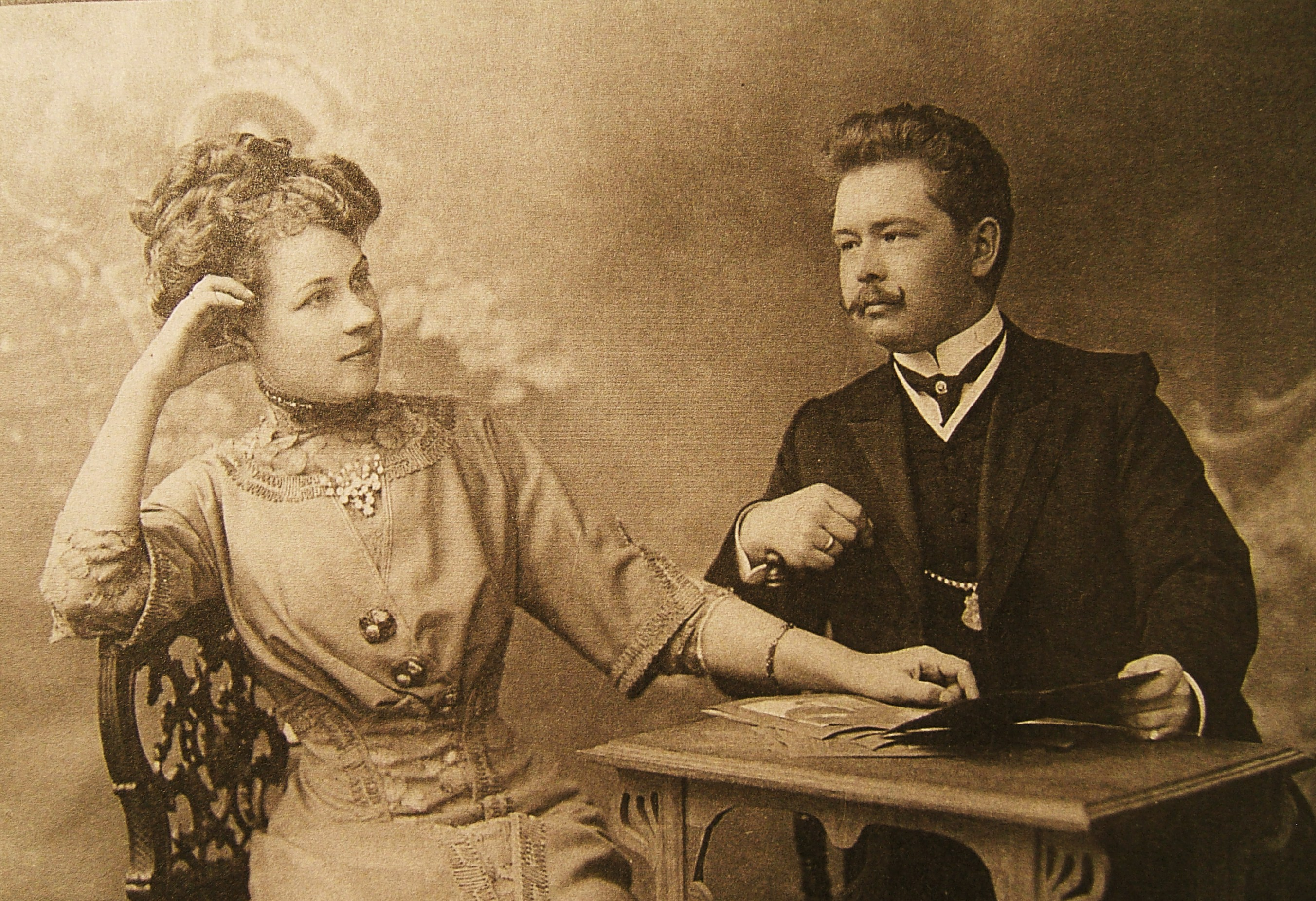
Свадебная фотография Фёдора Дмитриевича Морокина и Натальи Павловны Дербенёвой
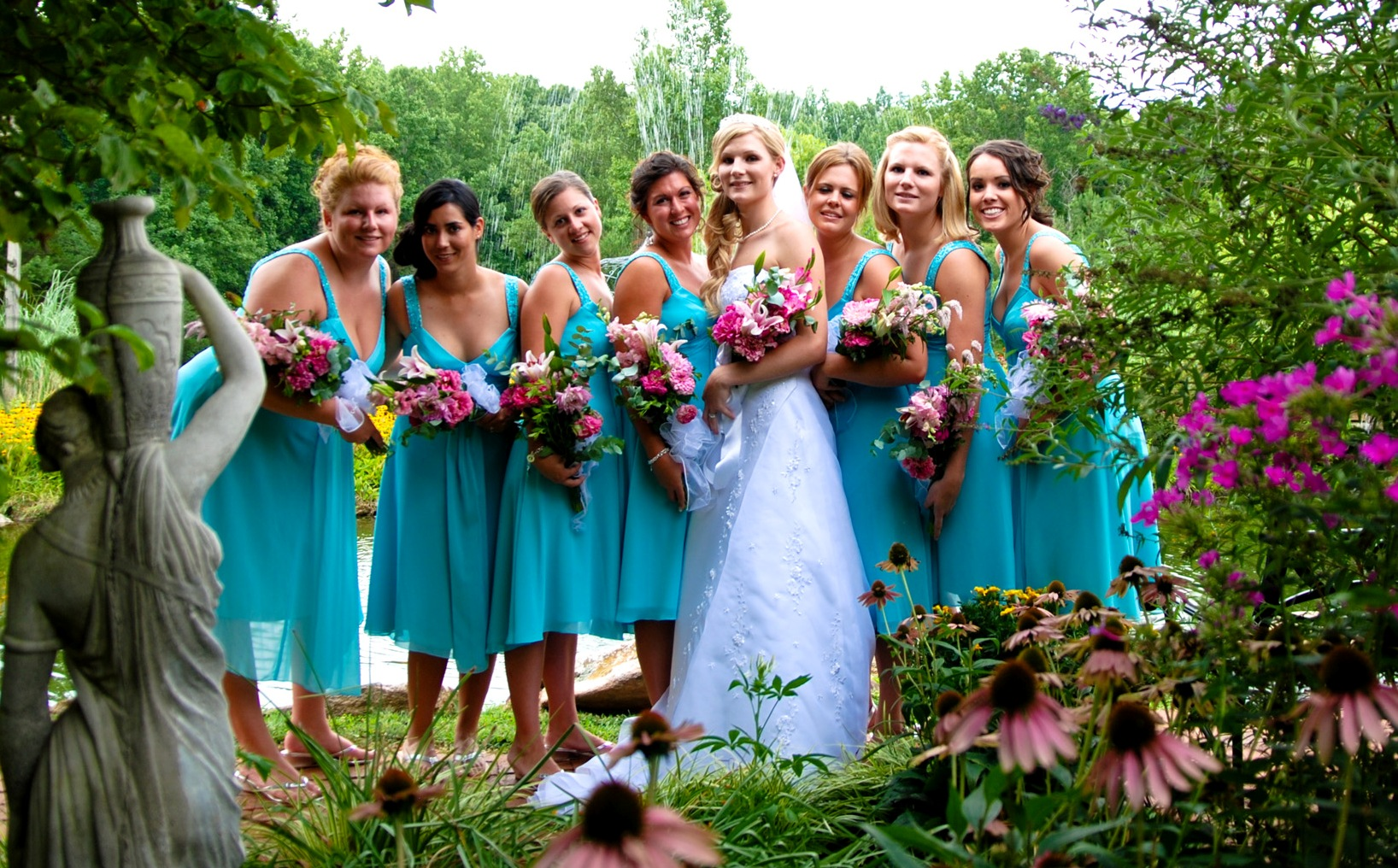
Фотография с подружками невесты
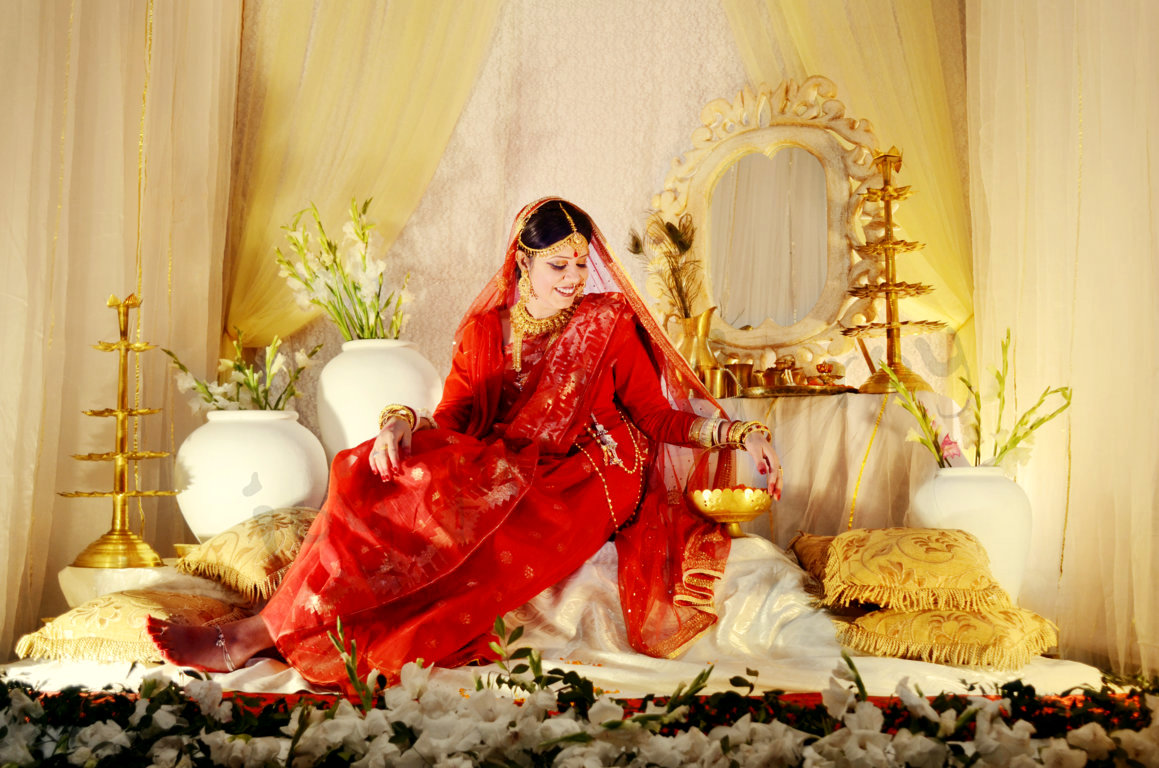
Бангладешская невеста в свадебном сари.
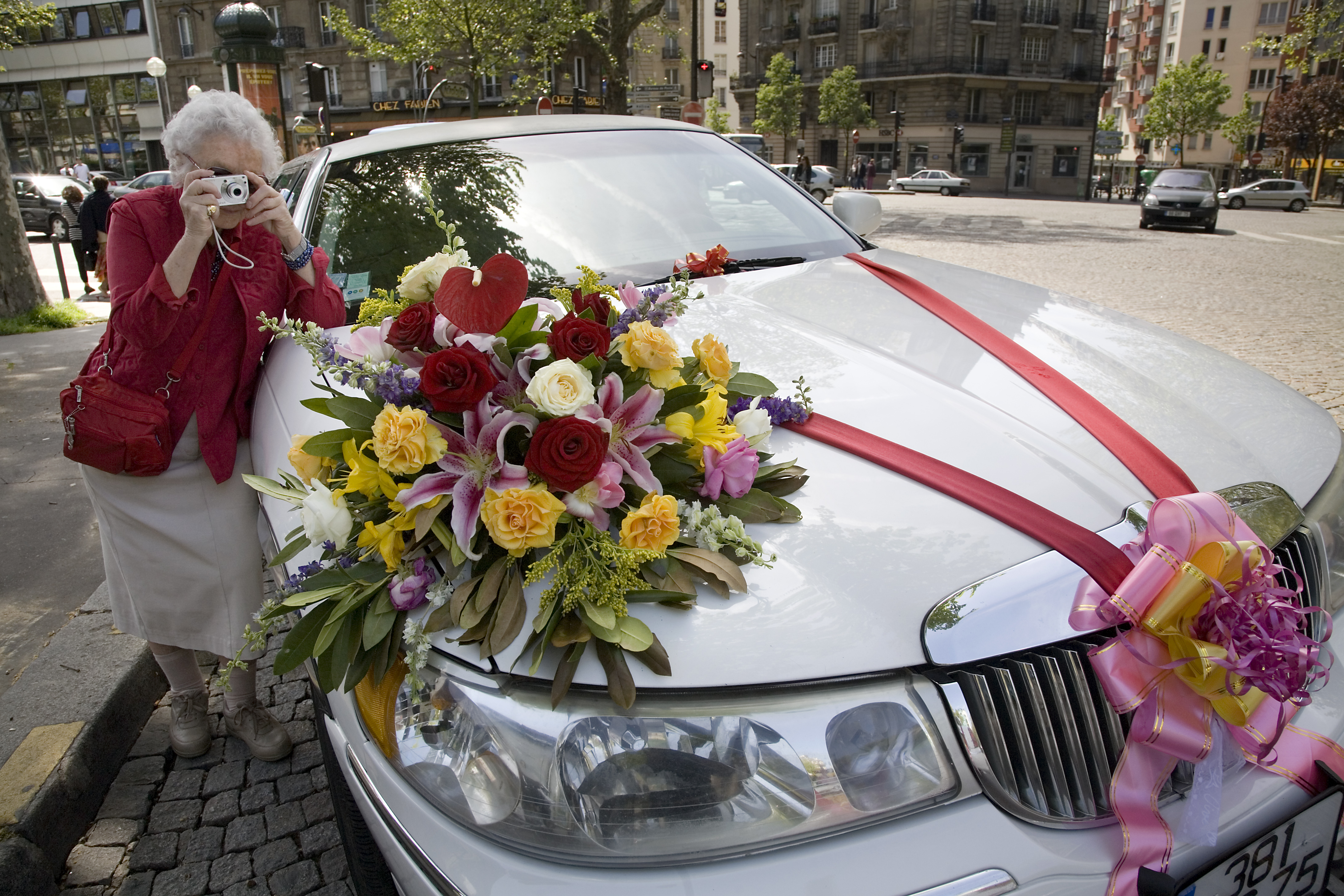
Фотография свадебного автомобиля
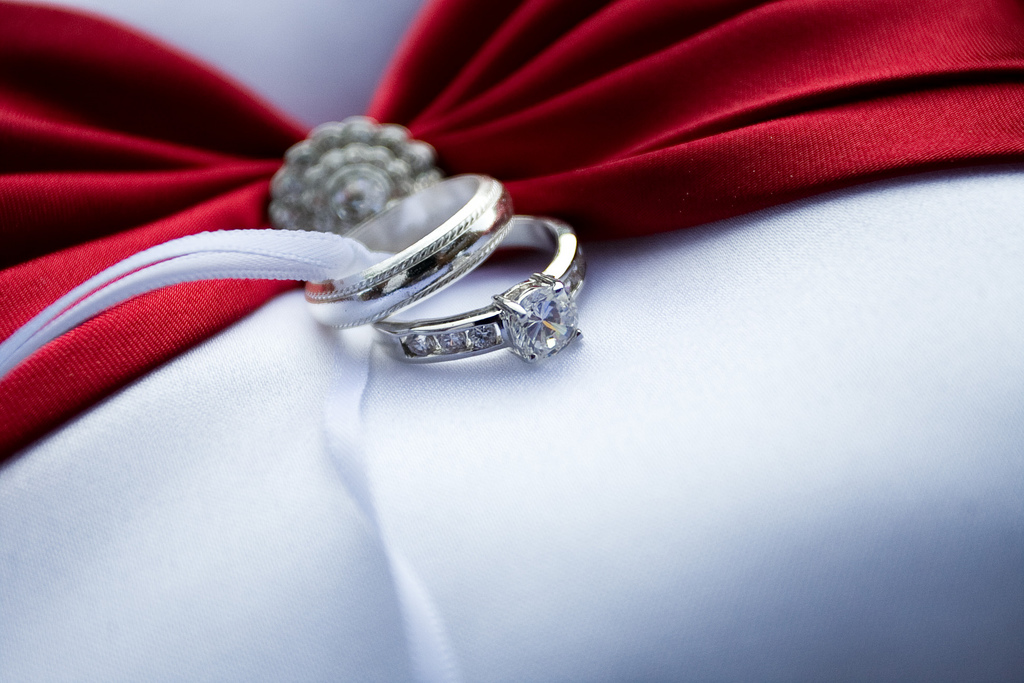
Обручальные кольца
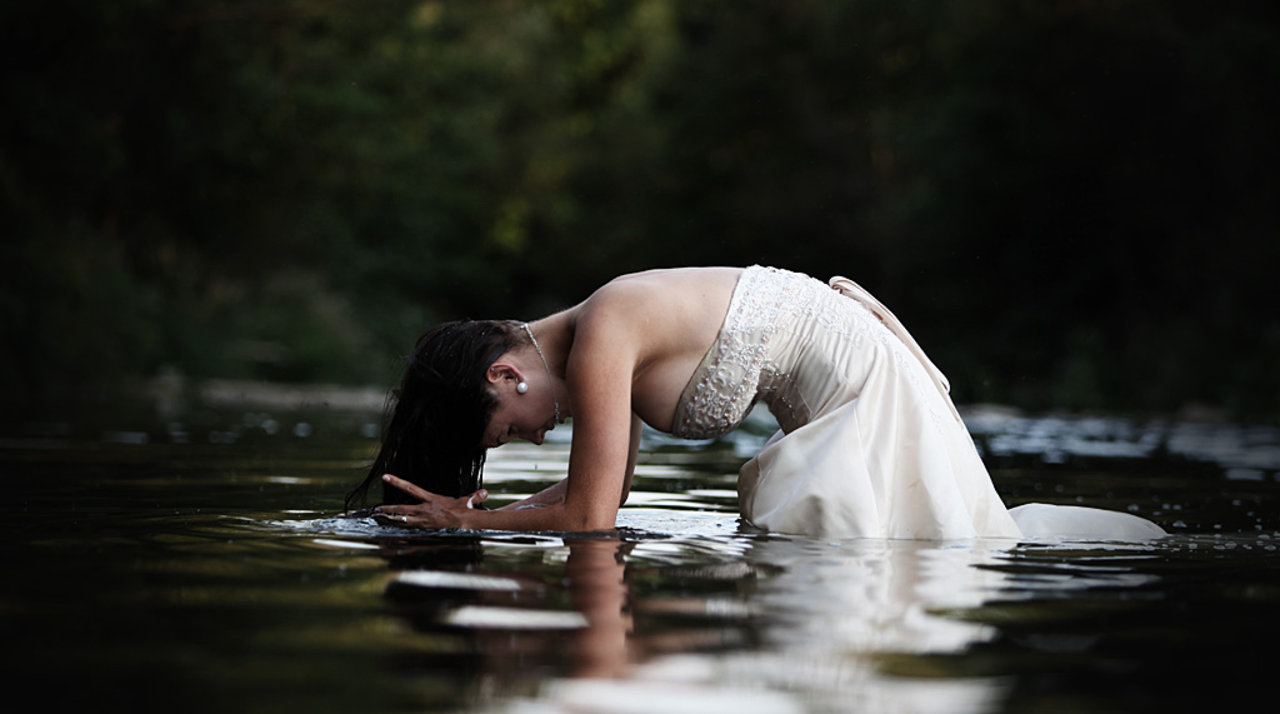
Нестандартная фотосессия Trash the dress

До 1970 года в свадебной фотографии преобладал традиционный стиль, который характеризовали оригинальные позы, привычные для фотосъемки в фотостудии или на выезде при хорошем освещении.
В конце XX века развитие фотоиндустрии и возрастающий спрос сформировали новый стиль — фотожурналистику. Этот стиль подразумевают создание хронологической серии фотоснимков всего свадебного дня.
В настоящее время именно этот стиль наиболее распространён в качестве выездной фотосессии. Это объясняется в том числе и тем, что работа в данном жанре часто оказывается для фотографов наиболее выгодной материально.